# Samuel Gili Gaya
Samuel Gili Gaya (Lérida, 1892-Madrid, 1976) fue un gramático, lingüista, lexicógrafo, crítico literario y pedagogo español.

## Biografía
Comenzó sus estudios en Farmacia en la Universidad de Barcelona, compaginándolos con Filosofía y Letras. Continuó su formación en Letras en la Universidad Central, donde obtuvo el doctorado con la tesis Elementos fónicos que influyen en la entonación castellana. Doctor en Filosofía y Letras, fue catedrático del Instituto Ramiro de Maeztu y profesor en varias universidades americanas. Se formó con Ramón Menéndez Pidal y fue discípulo y colaborador suyo en el Centro de Estudios Históricos (CEH). «Fue catedrático de Institutos de Enseñanza Media, pero lo mejor y más productivo de su tarea docente se desenvolvió en el Instituto Escuela de Madrid y en el Centro de Estudios Históricos (CEH), donde formó parte del grupo colaborador de Ramón Menéndez Pidal», explicaría Alonso Zamora Vicente en La Real Academia Española (1999, 2015). En el CEH «comenzó a colaborar en el Laboratorio de Fonética, dirigido por Tomás Navarro Tomás, donde tuvo su primer contacto con la fonética experimental». Asimismo, trabajó el Tesoro Lexicográfico (1492-1726), «proyecto que, según idea de Menéndez Pidal, —continúa Vila Rubio— consistiría en reunir el máximo número de vocablos del español registrados en los diccionarios y glosarios de la época clásica, anteriores a la edición del Diccionario de autoridades».
Pensionado por la Junta para la Ampliación de Estudios en sucesivas ocasiones, fue profesor visitante en la Universidad de Río Piedras de Puerto Rico (1928-1929, 1959) y en la Spanish School del Middlebury College de Vermont (1929-1934). 
Después de la guerra civil española, trabajó en el Centro Superior de Investigaciones Científicas (CSIC) en tareas fonéticas y lexicográficas. Desde el año 1946 dirigió las clases prácticas de los cursos de verano para extranjeros en la Universidad Internacional Menéndez Pelayo en Santander. En 1952 entró a formar parte del Seminario de Lexicografía de la RAE para colaborar en el Diccionario histórico de la lengua española, invitado por Rafael Lapesa quien le recuerda su necrológica, recogida en el BRAE (1976), como un «colaborador ejemplar, modelo de todos en puntualidad, empeño y perfección en su trabajo, así como en generosa cordialidad».
«Como buen integrante de la Escuela Española de Lingüística, Gili Gaya abarcó ámbitos como la filología, la lingüística, la crítica y la historia literaria y la pedagogía. Dentro de estos campos, su dedicación se repartió entre la lengua castellana y la lengua catalana».. Comenzó a escribir en la Revista de filología española en 1918 con el artículo «Algunas observaciones sobre la explosión de las oclusivas sordas». Asimismo, colaboró en el Boletín de la Biblioteca Menéndez Pelayo, Ínsula, Estudis Romànics, Ilerda y en la Nueva revista de filología hispánica.
Considerado un académico «de conducta silenciosa y recatada, que pasó por la vida académica laborando infatigablemente» —según escribió Zamora Vicente—, Gili Gaya formó parte de las Comisiones de Diccionarios, de Vocabulario Técnico y de Gramática. En 1964 participó en el IV Congreso de Academias, celebrado en Buenos Aires; compuso la Ortografía, presentada en el V Congreso  de Quito en 1968; y a principios de 1969 recibió el encargo de redactar la sintaxis del Esbozo de una nueva gramática de la lengua española.  
Publicó numerosos estudios en la Revista de Filología y estudios literarios como El ritmo en la poesía contemporánea, 1956. También hizo ediciones críticas (Guzmán de Alfarache de Mateo Alemán, Amadís de Gaula...).
Su obra apunta en todas direcciones dentro de la lingüística: fonética (Elementos de fonética general, 1950), gramática (Curso superior de sintaxis española, México, 1943, muy reeditado y ampliado después) y lexicografía (Tesoro lexicográfico [1492-1627], vol. 1: 1960). También la pedagogía lingüística en obras como Imitación y creación en el habla infantil (1960) y Estudios de lenguaje infantil (1974). Además, es autor de un Diccionario manual de sinónimos y antónimos (1958). Elegido miembro de la Real Academia Española en 1961, tomó posesión el 21 de mayo de 1961 con el discurso titulado Imitación y creación en el habla infantil. Le respondió, en nombre de la corporación, Rafael Lapesa Melgar. Asimismo Samuel Gili Gaya propuso, junto a Antonio Tovar y Manuel Halcón la candidatura del lingüista Emilio Alarcos Llorach a la Real Academia Española, quien finalmente sería elegido académico de la Docta Casa frente a la lexicógrafa María Moliner, esta última propuesta por Dámaso Alonso, Rafael Lapesa y Pedro Laín Entralgo. Preparaba una nueva gramática para la RAE cuando murió en Madrid en 1976. Su archivo fue donado a la Universidad de Lérida.
Recibió diversas distinciones, entre ellas la Banda de Honor de la Orden Venezolana de Andrés Bello y la Medalla de Plata de la Diputación de Lérida. Fue nombrado miembro correspondiente de la Real Academia de Buenas Letras de Barcelona, del Instituto de Estudios Catalanes y de la Academia de Letras y Artes de Puerto Rico; miembro de la Hispanic Society of America, y miembro de honor de la American Association of Teachers of Spanish and Portuguese.

## Obras
- Gili Gaya, Samuel. A la hora. Barcelona: C.S.I.C., Instituto M. Cervantes, Instituto de Estudios Pirenaicos, 1955..
- Gili Gaya, Samuel. Agudeza, modismos y lugares comunes. Zaragoza: Institución Fernanco El Católico, [s.a.].
- Gili Gaya, Samuel. Andrés Bello y los fundamentos de la métrica española. Valladolid: Universidad, 1966.
- Gili Gaya, Samuel. Apogeo y desintegración de la novela picaresca. Barcelona: Barna S.A., [19--].
- Gili Gaya, Samuel. Aspectes de la poesía de Josep Carner: llicó inaugural de curs, llegida el 16 d'octubre de 1970. Lérida: Instituto de Estudios Ilerdenses, 1970.
- Gili Gaya, Samuel. Centenario del fallecimiento de D. Andrés Bello: discursos leídos el 30 de octubre de 1965 por los excelentísimos señores don Samuel Gili Gaya, don Melchor Fernández Almagro, don Juan Zaragüeta. Madrid: Instituto de España, 1965.
- Gili Gaya, Samuel. Cultismos en la germanía del siglo XVII. México D.F.: El Colegio de México; Cambridg Mass: Harvard University, 1953.
- Gili Gaya, Samuel. Curso superior de sintaxis española. Barcelona: Biblograf, 1961.
- Gili Gaya, Samuel. Curso superior de sintaxis española. México: Minerva, 1943.
- Gili Gaya, Samuel. Ejercicios de composición. Madrid: Ministerio de Educación Nacional, D.L. 1965.
- Gili Gaya, Samuel. El ritmo en la poesía contemporánea: lecciones profesadas los días 13, 15 y 17 de febrero de 1956. Barcelona: Universidad, Facultad de Filosofía y Letras, 1956..
- Gili Gaya, Samuel. Elementos de fonética general. Madrid: Gredos, D.L. 1975. 5ª ed. corr. y amp..
- Gili Gaya, Samuel. Elementos de fonética general. Madrid: Gredos, Cop. 1950..
- Gili Gaya, Samuel. Estudi fonetic del parlar de Lleida. Palma de Mallorca: Círculo de Estudios, 1931..
- Gili Gaya, Samuel. Estudios de lenguaje infantil. Barcelona: Bibliograf, 1972..
- Gili Gaya, Samuel. Galatea o el perfecto y verdadero amor. Madrid: [s.n.], 1948..
- Gili Gaya, Samuel. Ideas estéticas y americanismo. Washington: Pan American Union, 1956..
- Gili Gaya, Samuel. Imitación y creación en el habla infantil: discurso leído el 21 de mayo de 1961, en su recepción pública, por el Excmo. Sr. Don Samuel Gili Gaya y contestación del Excmo. Sr. Don Rafael Lapesa Melgar. Madrid: Real Academia Española, 1961..
- Gili Gaya, Samuel. Iniciación en la historia literaria universal. Barcelona: Teide, 1949. 2ª ed..
- Gili Gaya, Samuel. Interpretacio moderna de "Tirant lo blanc": lliço inaugural de la cátedra de cultura catalana, llegida el 10 de gener de 1.968. Lérida: Instituto de Estudios Ilerdenses, 1.968..
- Gili Gaya, Samuel. La fidelitat poetica de Jaume Agelet i Garriga: liçó inaugural del curs, llegida el 15 d'octubre de 1971. Lérida: Instituto de Estudios Ilerdenses, 1971..
- Gili Gaya, Samuel. La lexicografía académica de siglo XVIII. Oviedo: Universidad, Facultad de Filosofía y Letras, 1963..
- Gili Gaya, Samuel. La muerte de Salomé: formación y desarrollo literario de la leyenda. Lérida: Instituto de Estudios Ilerdenses, 1970. 2º ed. corr. y amp.
- Gili Gaya, Samuel. La muerte de Salomé: formación y desarrollo literario de la leyenda. Lérida: Instituto de Estudios Ilerdenses, 1948.
- Gili Gaya, Samuel. La novela picaresca en el siglo XVI. Barcelona: Barna S.A., [s.a.]..
- Gili Gaya, Samuel. La vida de Boecio de Francisco de Moncada.
- Gili Gaya, Samuel. L'Obra poetica de Joan Maragall: lliço inaugural de la cátedra de cultura catalana, llegida el 21 d'octubre de 1968. Lérida: Institut de Estudios Ilerdenses, 1.969..
- Gili Gaya, Samuel. L'obra poética de Josep Estadella i Arnó. Barcelona: Centro Comarcal Leridano, D.L. 1959..
- Gili Gaya, Samuel. Notas lexicográficas.
- Gili Gaya, Samuel. Notas sobre el mozárabe en la baja Cataluña. Barcelona: [s.n.], 1955..
- Gili Gaya, Samuel.Nuestra lengua materna: observaciones gramaticales y léxicas. San Juan: Instituto de Cultura Puertorriqueña, 1965.
- Gili Gaya, Samuel. "Resumen práctico de Gramática Española" Editorial : Nuestro Pueblo - Madrid ,Valencia - 1937
- Gili Gaya, Samuel. Tesoro lexicográfico: 1492 - 1726. Madrid: C.S.I.C., 1947.
- Gili Gaya, Samuel. Versos latinos de Espinel en alabanza de Guzmán de Alfarache. Nueva York: Columbia University, 1965..